# San Fabian
San Fabian (Bayan ng San Fabian) är en kommun i Filippinerna. Kommunen ligger på ön Luzon, och tillhör provinsen Pangasinan. Folkmängden uppgår till 66 274 invånare.

## Barangayer
San Fabian är indelat i 34 barangayer.
| - Ambalangan-Dalin - Angio - Anonang - Aramal - Bigbiga - Binday - Bolaoen - Bolasi - Cayanga - Gomot - Inmalog - Lekep-Butao | - Longos - Mabilao - Nibaliw Central - Nibaliw East - Nibaliw Magliba - Palapad - Poblacion - Rabon - Sagud-Bahley - Sobol - Tempra-Guilig | - Tocok - Lipit-Tomeeng - Colisao - Nibaliw Narvarte (Nibaliw W.) - Nibaliw Vidal (Nibaliw West) - Alacan - Cabaruan - Inmalog Norte - Longos-Amangonan-Parac-Parac - Longos Proper - Tiblong |

## Bildgalleri

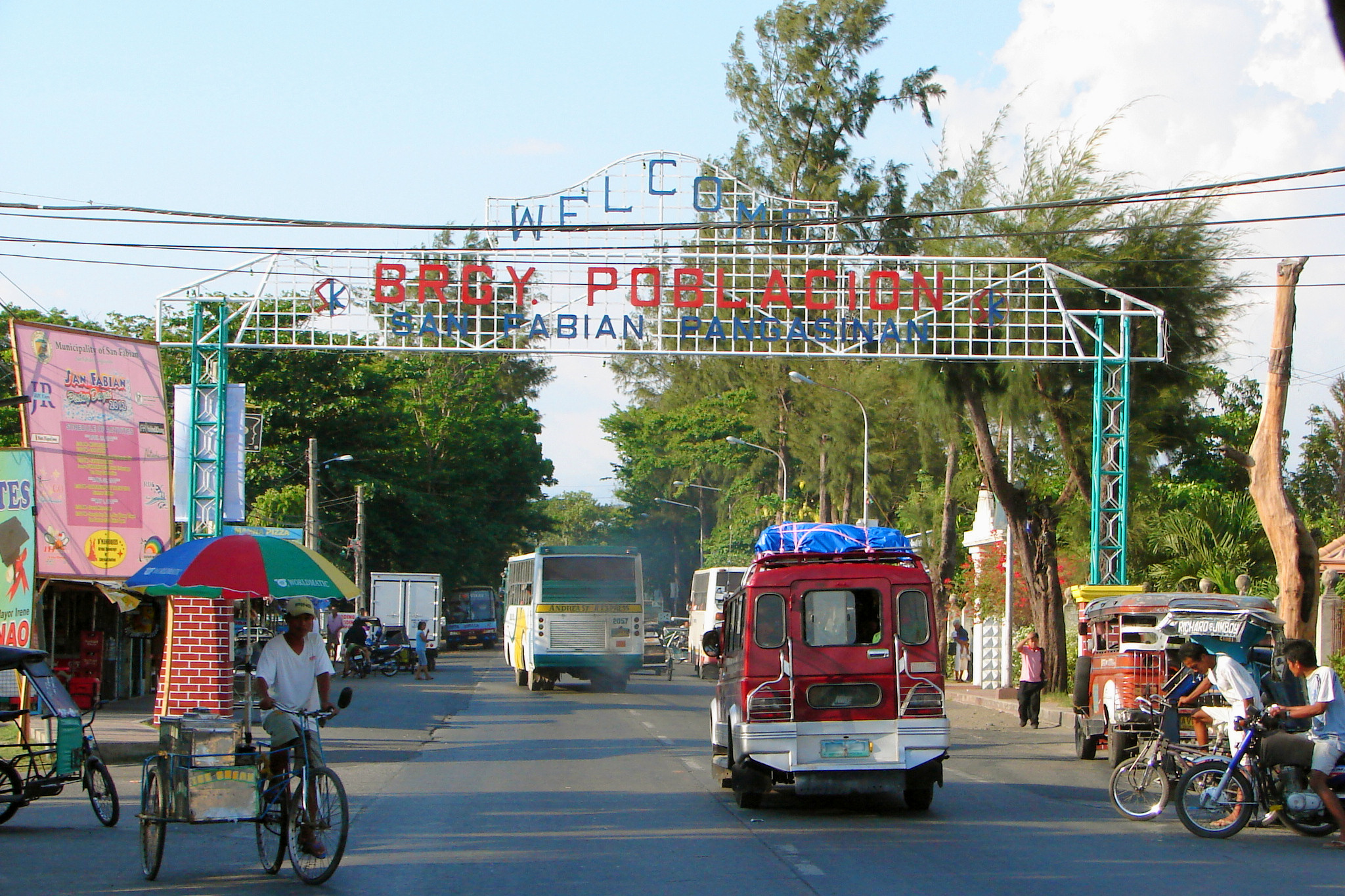
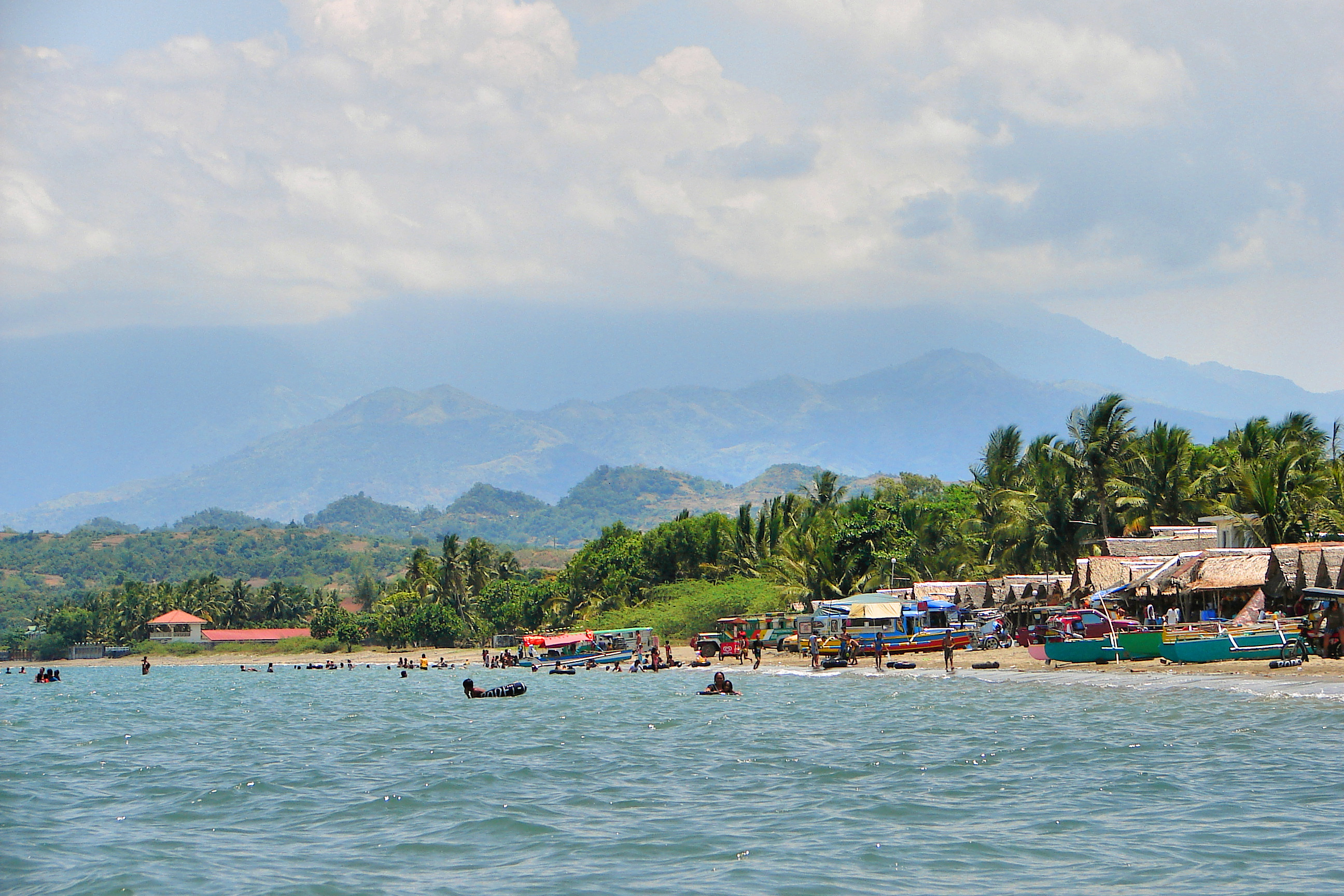
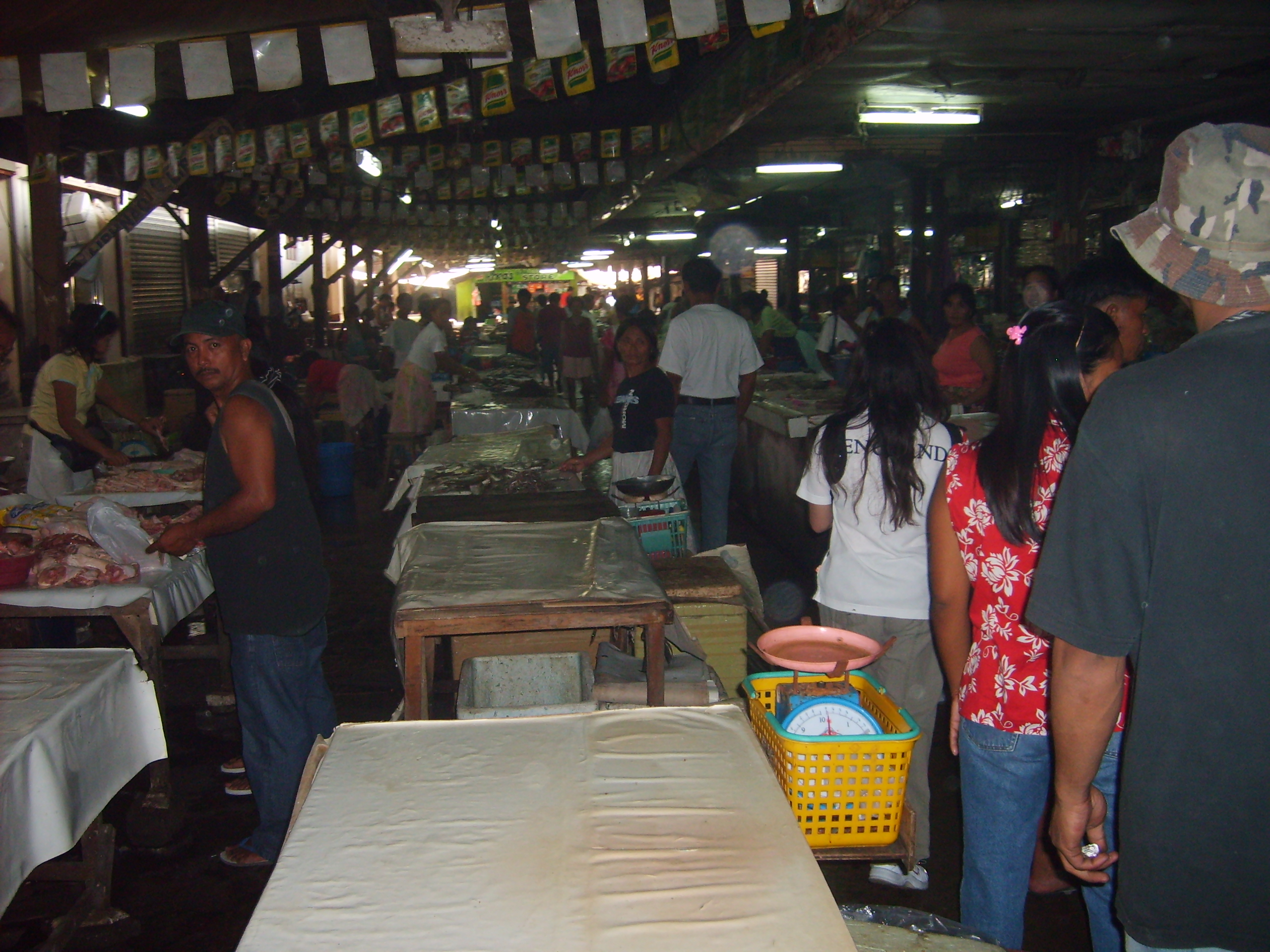